# Lipogranulomatosis subcutánea
La lipogranulomatosis subcutánea es una paniculitis rara que afecta principalmente las extremidades, tanto superiores como inferiores, aunque también se han reportado casos extraordinarios en tronco y cara. Hasta el momento, no se ha asociado a alguna otra enfermedad, traumatismo o alteraciones genéticas.

## Cuadro clínico
La manifestación clínica cardinal es un nódulo subcutáneo indoloro. No se acompaña de otros signos o síntomas.

## Diagnóstico
Para establecer el diagnóstico de lipogranulomatosis subcutánea, es necesario realizar una biopsia del nódulo. El tejido debe ser estudiado por un médico patólogo y realizar una correlación clínico-patológica, pues las paniculitis representan una amplia lista de posibles diagnósticos, incluyendo el lupus.

## Histología
En la biopsia de la lesión, es posible observar una paniculitis lobulillar sin vasculitis, además de macrófagos espumosos (con tinción de hematoxilina y eosina). Puede realizarse reacción de inmunohistoquímica con el marcador CD68 que evidencia a los macrófagos.